# Kanton Bourbriac
Der Kanton Bourbriac war bis 2015 ein französischer Wahlkreis im Arrondissement Guingamp, im Département Côtes-d’Armor und in der Region Bretagne; sein Hauptort war Bourbriac.

## Gemeinden
| Gemeinde      | Bretonisch       | Einwohner (2022) | Fläche (km²) | Code postal | Code Insee |
| ------------- | ---------------- | ---------------- | ------------ | ----------- | ---------- |
| Bourbriac     | Boulvriag        | 2.126            | 71.86        | 22720       | 22013      |
| Kerien        | Kerien-Boulvriag | 247              | 21.88        | 22480       | 22088      |
| Magoar        | Magor            | 75               | 7.79         | 22480       | 22139      |
| Plésidy       | Plijidi          | 562              | 25.79        | 22720       | 22189      |
| Pont-Melvez   | Pont-Melvez      | 600              | 22.98        | 22390       | 22249      |
| Saint-Adrien  | Sant-Rien        | 367              | 9.93         | 22390       | 22271      |
| Senven-Léhart | Senven-Lehard    | 241              | 12.50        | 22720       | 22335      |
| Kanton        | Boulvriag        | 4.616            | 172.73       | –           | 2203       |

## Einwohnerzahlen
| 1962 | 1968 | 1975 | 1982 | 1990 | 1999 | 2006 | 2012 |
| ---- | ---- | ---- | ---- | ---- | ---- | ---- | ---- |
| 6495 | 5901 | 5202 | 4778 | 4564 | 4430 | 4602 | 4616 |